# 2013年東亞運動會自行車比賽
2013年東亞運動會自行車比賽是從2013年10月13日至10月15日期間，在團泊大道及天津體育中心自行車館所舉行的賽事。

## 獎牌榜
| 排名 | 国家／地区 | 金牌 | 银牌 | 铜牌 | 總數 |
| ---- | ---------- | ---- | ---- | ---- | ---- |
| 1    | 中国       | 2    | 4    | 3    | 9    |
| 2    | 日本       | 2    | 2    | 0    | 4    |
| 3    | 中华台北   | 2    | 0    | 3    | 5    |
| 4    | 中国香港   | 1    | 1    | 1    | 3    |
| 5    | 韩国       | 1    | 0    | 0    | 1    |
| 6    | 蒙古       | 0    | 1    | 1    | 2    |
| 總計 | 總計       | 8    | 8    | 8    | 24   |

## 獲勝者
| 項目                               | 金牌               | 银牌                       | 铜牌                         |
| 男子場地爭先賽 （詳細）            | 新田祐大（日本）   | 中川誠一郎（日本）         | 徐超（中国）                 |
| 男子場地個人追逐賽 （詳細）        | 金弘基（韩国）     | 橋本英也（日本）           | 張敬樂（中国香港）           |
| 男子場地1公里個人計時賽 （詳細）   | 新田祐大（日本）   | 張淼（中国）               | 蕭世鑫（中华台北）           |
| 男子公路80公里繞圈賽 （詳細）      | 馮俊凱（中华台北） | Altansukh Altanzul（蒙古） | Tuguldur Tuulkhangai（蒙古） |
| 女子場地爭先賽 （詳細）            | 李慧詩（中国香港） | 林俊紅（中国）             | 韓俊（中国）                 |
| 女子場地個人追逐賽 （詳細）        | 黃冬艷（中国）     | 姜帆（中国）               | 黃亭茵（中华台北）           |
| 女子場地500公尺個人計時賽 （詳細） | 鍾天使（中国）     | 李慧詩（中国香港）         | 韓俊（中国）                 |
| 女子公路80公里繞圈賽 （詳細）      | 黃亭茵（中华台北） | 張楠（中国）               | 蕭美玉（中华台北）           |

## 外部連結
- 東亞運動會自行車競賽日程表